# Julie Su
Julie A. Su (Madison, 19 febbraio 1969) è un'avvocata e politica statunitense, Segretaria del Lavoro degli Stati Uniti d'America facente funzioni dal 2023 al 2025.
Dal 2021 al 2023 è stata vicesegretario sempre al Dipartimento del Lavoro durante il mandato di Marty Walsh.
I genitori di Su provengono dalla Cina e da Taiwan, rendendola, perciò, un'immigrata di prima generazione. Al momento è l'unica Segretaria, seppur non l'unico Membro, del Gabinetto presidenziale di origini asiatiche.

## Nomina a Segretaria permanente
Attualmente Julie Su è Segretaria facente funzioni in quanto già Vice di Marty Walsh, dimessosi a marzo 2023.
Per divenire segretario del Lavoro a pieno titolo, oltre alla nomina già ricevuta il 28 febbraio 2023 dal Presidente Biden, è necessaria la conferma del Senato. Al momento, il voto per approvare il nuovo incarico di Su non è ancora stato fissato a causa dell'opposizione del Senatore del West Virginia Joe Manchin, anch'egli membro del Partito Democratico, nonché dell'intero Partito Repubblicano (49 senatori).